# The Boys in the Boat
The Boys in the Boat är ett amerikanskt biografiskt sportdrama som är producerat och regisserat av George Clooney från 2023. Filmen är baserad på boken av samma namn av Daniel James Brown. Filmen följer University of Washingtons roddlag och deras väg mot Berlinolympiaden 1936.